# Magdolna Rokob
Magdolna Rokob (anhörenⓘ * 28. April 1957) ist eine ungarische Filmeditorin.
Magdolna Rokob absolvierte nach dem Abitur eine Filmschnitt-Ausbildung beim ungarischen Fernsehen. Seit den 1980er Jahren lebt sie in Deutschland und ist hier als Editorin tätig.
Den Schwerpunkt ihrer Arbeit bilden Spielfilme, daneben wirkt sie immer wieder auch an Dokumentarfilmen mit, wie zum Beispiel Die Salzmänner von Tibet (1997, Regie: Ulrike Koch), Ässhäk – Geschichten aus der Sahara (2003, Regie: Ulrike Koch), Regilaul – Lieder aus der Luft (2011, Regie: Ulrike Koch) oder Von Bananenbäumen träumen (2016, Regie: Antje Hubert).

## Filmografie (Auswahl)
- 1990: Werner – Beinhart!
- 1995: Paul Bowles – Halbmond
- 1997: Die Salzmänner von Tibet (Dokumentarfilm)
- 1999: Dr. Robert Schumann, Teufelsromantiker
- 1999: Otomo
- 2000: Verbotenes Verlangen – Ich liebe meinen Schüler
- 2002: Vaya con Dios
- 2002: Ein ganzer Kerl für Mama
- 2003: Ässhäk – Geschichten aus der Sahara (Dokumentarfilm)
- 2005: Vorsicht Schwiegermutter!
- 2006: Geküsst wird vor Gericht
- 2006: Die Liebe kommt selten allein
- 2006: König Otto
- 2008: Alles was recht ist (Fernsehserie)
- 2009: Es liegt mir auf der Zunge
- 2010: Die Akte Golgatha
- 2011: Regilaul – Lieder aus der Luft (Dokumentarfilm)
- 2013: Tür an Tür
- 2014: Die Kraft, die Du mir gibst (Fernsehfilm)
- 2014: Sprung ins Leben
- 2014: Tatort: Weihnachtsgeld
- 2015: Die Salzprinzessin
- 2016: Von Bananenbäumen träumen (Dokumentarfilm)
- 2016: Tatort: Totenstille
- 2017: Tatort: Söhne und Väter
- 2017: Jürgen – Heute wird gelebt
- 2017: Zaun an Zaun
- 2018: Papa hat keinen Plan
- 2019: Tatort: Der Pakt
- 2020: Viele Kühe und ein schwarzes Schaf
- 2020: Helene, die wahre Braut
- 2020: Paris – Kein Tag ohne dich
- 2021: Alles, was man braucht